# Damalis myops
Damalis myops là một loài ruồi trong họ Asilidae. Damalis myops được Fabricius miêu tả năm 1805.